# (2214) Кэрол
(2214) Кэрол (нем. Carol) — это типичный астероид главного пояса, который был открыт 7 апреля 1953 года немецким астрономом Карлом Рейнмутом в обсерватории Хайдельберг в Германии и назван в честь одного из сотрудников Центра изучения малых планет Carol D. Valenti.

Орбита астероида Кэрол и его положение в Солнечной системе
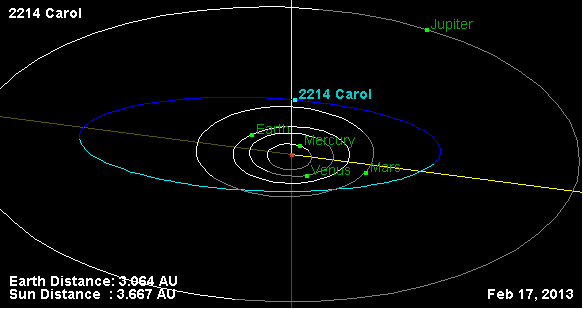
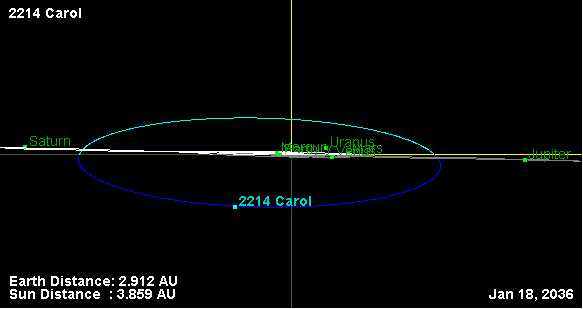